# Sinningia cooperi
Sinningia cooperi é uma espécie de planta do gênero Sinningia e da família Gesneriaceae. 
Forma uma planta com 40-80 centímetros de altura, geralmente epifítica, caule pendente, haste floral delgado carregando  cimeiras em nós bem separados, corola nitidamente bilabiada, geralmente perto de 6 centímetros de comprimento, vermelho escarlate. 

## Taxonomia
A espécie foi descrita em 1975 por Hans Wiehler. 
Os seguintes sinônimos já foram catalogados:  
- Gesneria cooperi  Paxt.
- Corytholoma reflexum  (Knowles & Westc.) Fritsch
- Dircaea blassii  (Regel) Regel
- Dircaea reflexa  (Knowles & Westc.) Decne.
- Gesnera blassii  Regel
- Gesnera faucialis  Lindl.
- Gesneria blassii  Regel
- Gesneria coruscans  Paxt.
- Gesneria reflexa  Knowles & Westc.
- Rechsteineria coruscans  (Paxton) Kuntze
- Rechsteineria reflexa  (Knowles & Westc.) Kuntze
- Corytholoma cooperi  (Paxt.) Fritsch
- Dircaea cooperi  (Paxton) Decne.
- Gesnera cooperi  Paxt.
- Rechsteineria cooperi  (Paxton) Kuntze

## Forma de vida
É uma espécie epífita, rupícola e herbácea. 

## Descrição
Caule ereto a decumbente. Inflorescência laxa.  
| Caule                               | Caule                 |
| ----------------------------------- | --------------------- |
| caule aéreo                         | anual                 |
| tubérculo                           | presente              |
| Folha                               |                       |
| filotaxia                           | oposta                |
| simetria da lâmina                  | simétrica             |
| formato da lâmina                   | ovado - orbicular     |
| ápice da lâmina                     | agudo                 |
| base da lâmina                      | cordada/obtusa        |
| margem da lâmina                    | crenada/denteada      |
| indumento da face abaxial da lâmina | pubescente            |
| Inflorescência                      |                       |
| organização                         | composta              |
| posição                             | axila de bráctea      |
| Flor                                |                       |
| formato da lacínia do cálice        | lanceolada/triangular |
| indumento da lacínia do cálice      | pubescente            |
| formato da corola                   | tubulosa              |
| cor do tubo da corola               | vermelho              |
| lobo da corola                      | desigual              |
| Fruto                               |                       |
| consistência                        | seca                  |

## Conservação
A espécie faz parte da Lista Vermelha das espécies ameaçadas do estado do Espírito Santo, no sudeste do Brasil. A lista foi publicada em 13 de junho de 2005 por intermédio do decreto estadual nº 1.499-R. 

## Distribuição
A espécie é encontrada nos estados brasileiros de Espírito Santo, Paraná, Rio de Janeiro, Santa Catarina e São Paulo. 
A espécie é encontrada no domínio fitogeográfico de Mata Atlântica, em regiões com vegetação de floresta ombrófila pluvial.